# هلن ریچاردسون-والش
هلن ریچاردسون-والش (انگلیسی: Helen Richardson-Walsh؛ زادهٔ ۲۳ سپتامبر ۱۹۸۱) بازیکن هاکی روی چمن اهل انگلستان است که در مسابقات کشوری و بین‌المللی در مجموع برندهٔ ۳ مدال طلا، ۳ مدال نقره، ۱۱ مدال برنز شده‌است.